# 卡堡
卡堡（法語：Cabourg，法語發音：[kabuʁ] ⓘ），法国西北部城市，诺曼底大区卡尔瓦多斯省的一个市镇，属于卡昂区，其市镇面积为5.52平方公里，2022年1月1日时人口数量为3,654人，在法国城市中排名第3,081位。
卡堡位于卡尔瓦多斯省东北部，芒什海峡海滨，是一个海滨旅游城市，因其境内的赌场及同名电影节而闻名。

## 地名来源

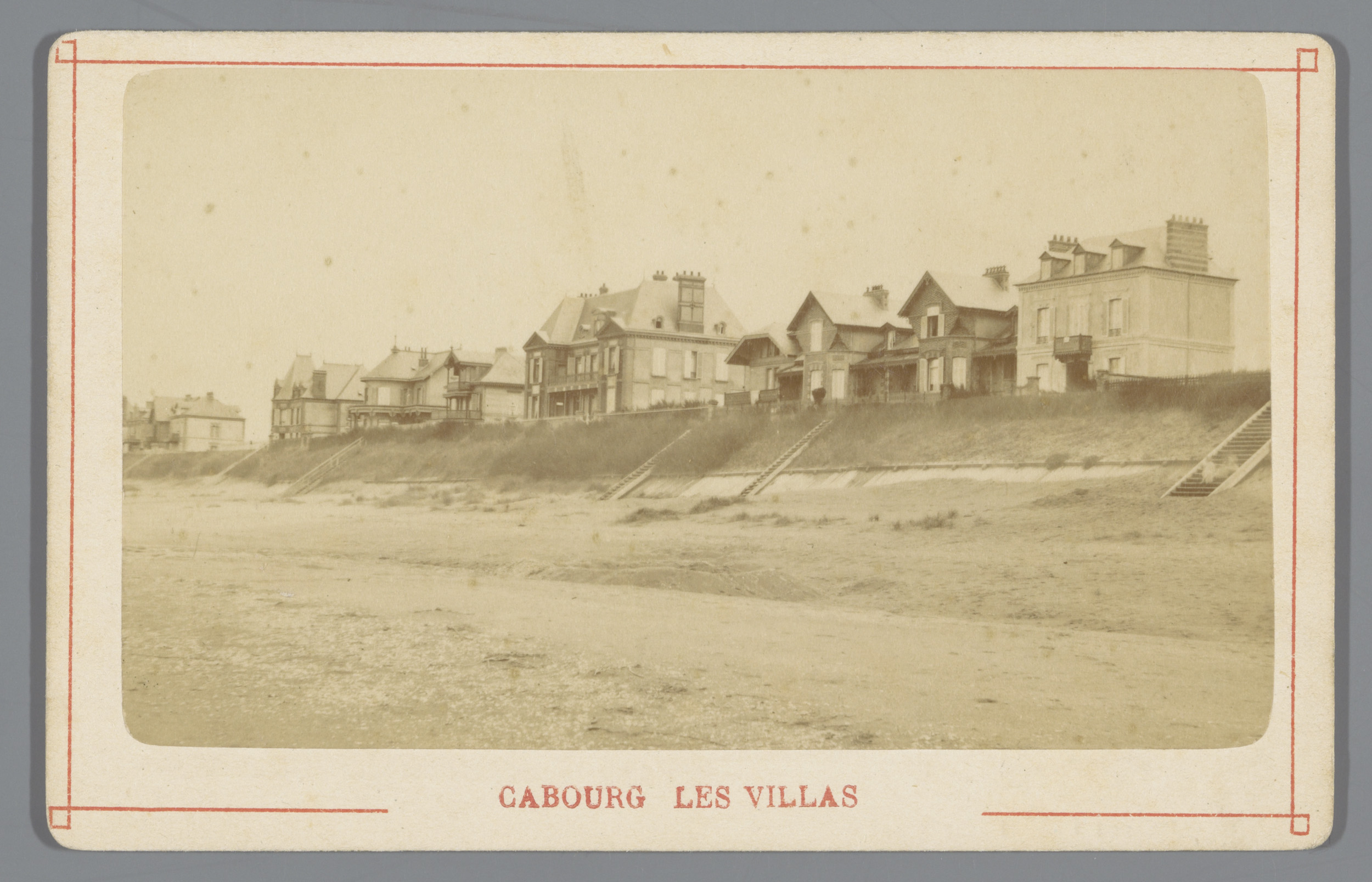
19世纪末的卡堡

根据法国地名学家埃内斯特·内格尔的论述，“卡堡”一名最初于中世纪中期以“Cathburgum”的形式被记载，该名称可能来源于某个女性历史人物。
因翻译标准不同，“Cabourg”在部分汉语文献中又被译为卡布尔。

## 历史
卡堡历史上长期为一个诺曼底普通村落，渔业是当地主要的经济支柱。法国大革命后，卡堡成为卡尔瓦多斯省的一个市镇，彼时，当地人口数量不足200。19世纪中期，随着交通的发展和旅游业的兴起，卡堡所处的下诺曼底海滨被开辟为旅游度假区，当地人口数量快速上升。第二次世界大战期间，卡堡所处的诺曼底沿海遭遇严重破坏，战后逐渐恢复。

## 地理

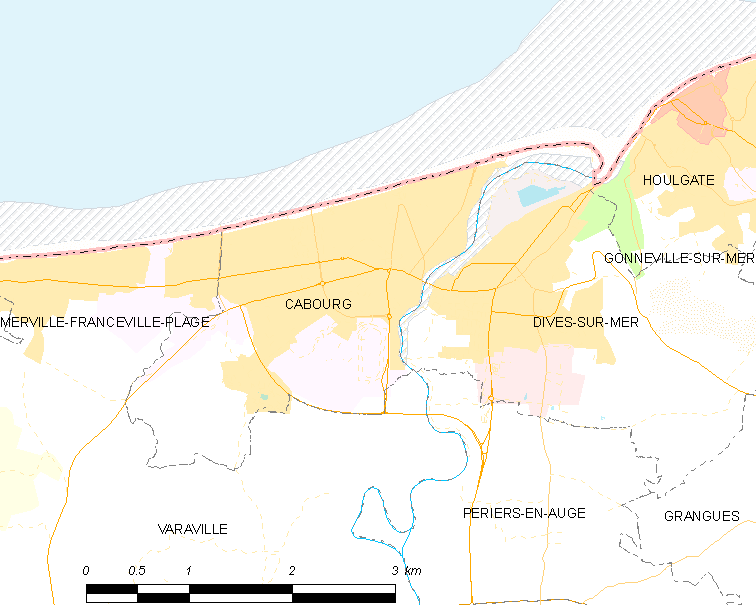
卡堡市镇范围地图

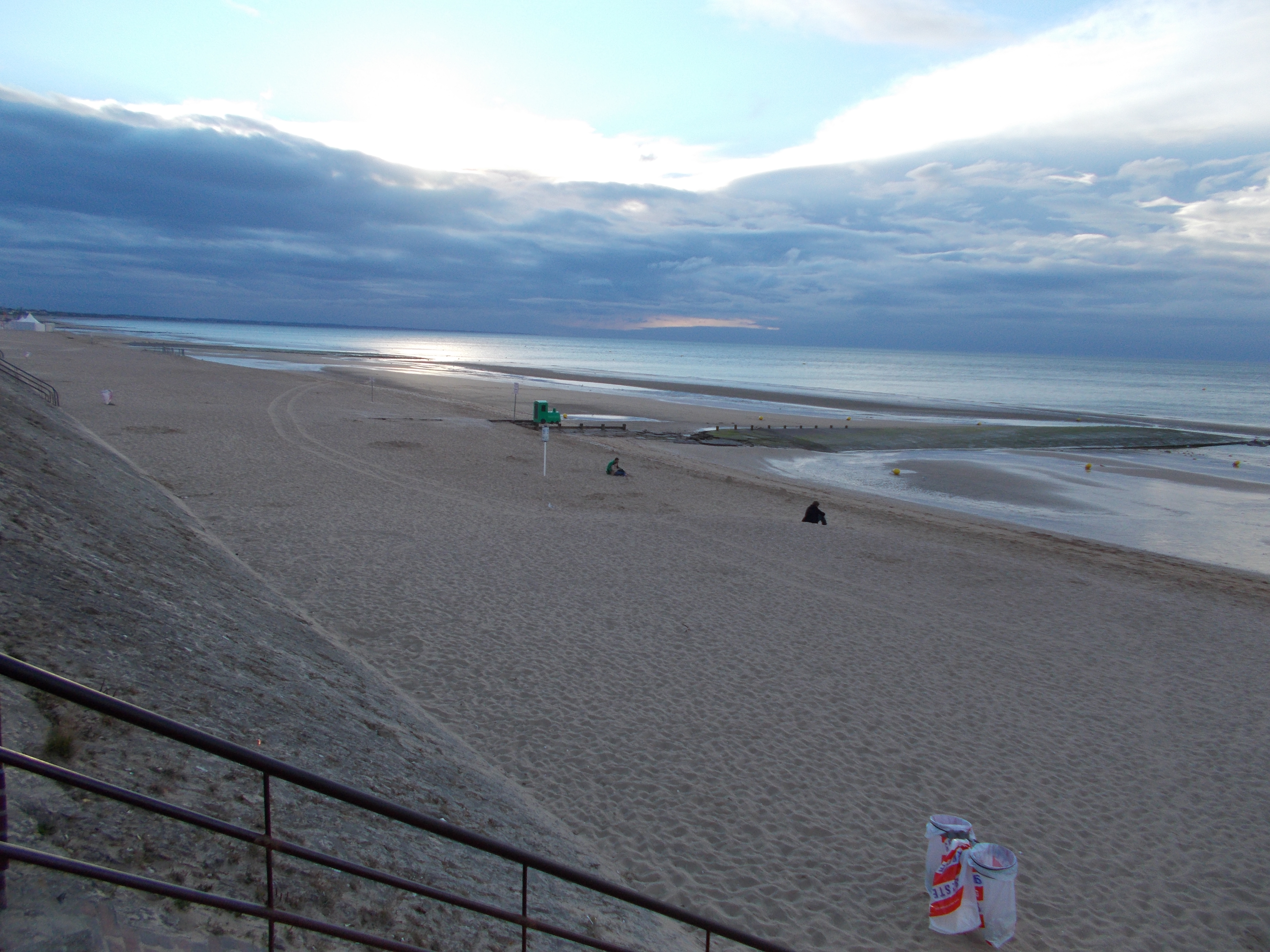
卡堡海滩

卡堡位于法国西北部，诺曼底大区西北部和卡尔瓦多斯省北部偏东，距离省会卡昂大约25公里。与卡堡接壤的市镇包括：滨海迪沃、乌尔加特、瓦拉维尔。

### 地形
卡堡位于诺曼底沿海低地平原腹地，境内以平原为主，市镇中心地势较为平坦，全境海拔在0到15米之间。

### 水文
卡堡位于迪沃河入海口左岸，该河卡堡段为潮汐河，水流缓慢，泥沙淤积严重。

### 植被
卡堡属于温带阔叶混交林区，市区内的主要绿地公园包括阿基隆公园（Parc Aquilon）、市府公园（Parc de Mairie）等，均常年免费向公众开放。
在鲜花城市的评比中，卡堡被评为4星级（最高级）鲜花城市。

### 气候
卡堡在柯本气候分类法中属于温带海洋性气候。

## 行政区划
卡堡是法国诺曼底大区卡尔瓦多斯省的一个市镇，编号为14117。卡堡隶属于卡昂区和卡尔瓦多斯省第四选区，管理卡堡县，同时也是卡堡欧日地区-诺曼底市镇公共社区的组成部分。
卡堡市镇被划为9个街区，并实行街区自治制度。
法国国家统计与经济研究所（简称）在进行数据统计时，将卡堡及相邻的另外31个市镇设为滨海迪沃城市核心区（2020年起调整为共24个），并将包括核心区在内的周边共32个市镇划为滨海迪沃城市区。自2020年起，卡堡城市区被包含12个市镇的滨海迪沃城市辐射区代替。此外，还将卡堡市镇整体看作一个“块区”（IRIS），以便于统计人口分布情况。

## 交通

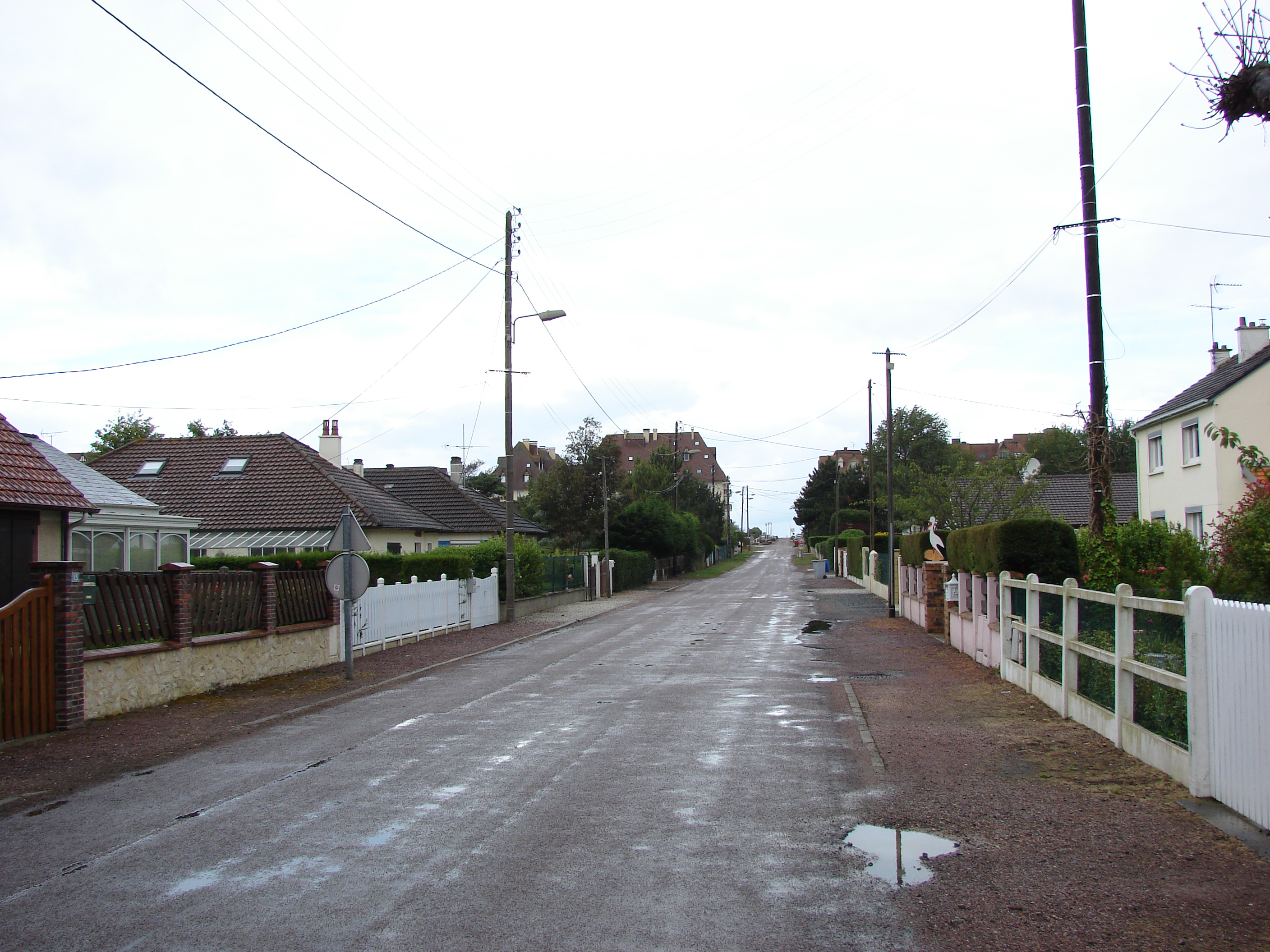
卡堡市区的仙鹤大街

### 公路
卡尔瓦多斯省省道D513线和D514线在卡堡境内交汇，诺曼底大区下属的城际客运提供巴士线路，可前往卡昂和勒阿弗尔。
2018年，14.7%的卡堡家庭拥有至少一辆私人汽车。2019年，卡堡境内共发生各类交通事故5起，造成8人受伤。

### 铁路
迪沃-卡堡站位于滨海迪沃市区，梅济东－特鲁维尔-多维尔铁路上，距离卡堡市区的正常步行时间在10分钟以内。该站停靠前往特鲁维尔-多维尔站的区域列车。

### 航空
距离卡堡最近的民用航空站为卡昂机场，距离卡堡市中心的公路里程约35公里。

### 城市公共交通
截至2021年11月，卡堡暂无城市公共交通系统。

## 政治

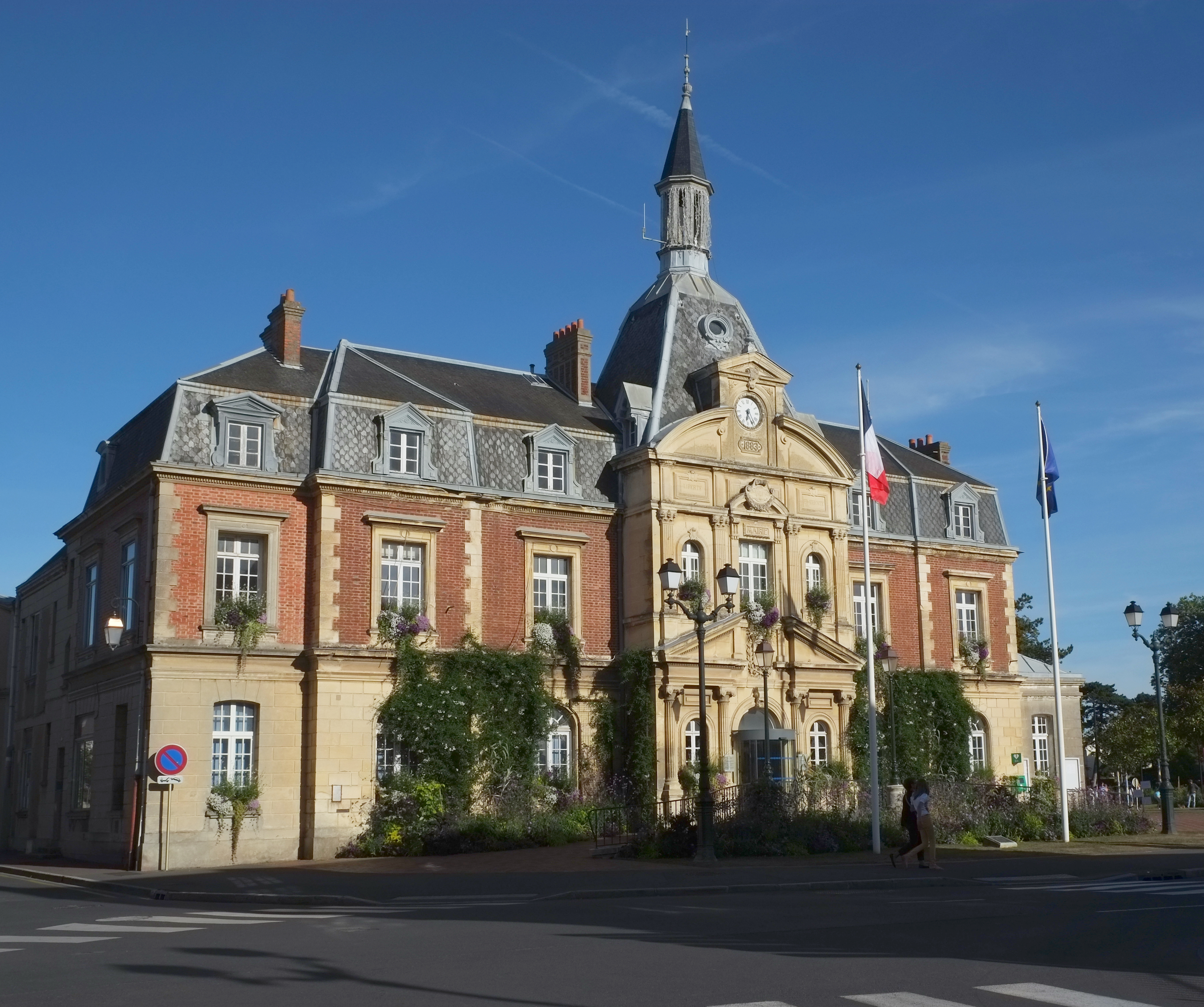
卡堡市政厅

卡堡的现任市长为特里斯唐·迪瓦尔先生，他是一名右翼无党派人士，在2020年的市政选举中获得了58.69%的支持率。
在2017年的法国总统大选中，法国第25任总统埃马纽埃尔·马克龙在卡堡获得了62.88%的支持率。

## 人口
2018年，卡堡市镇人口数量为3,604，在法国排名第3,081位。其中男性1,631人，女性1,973人，75岁及以上人口占16.6%，外籍人口数量为754人，人口密度为653人/平方公里，当地居民被称为（男性）或（女性）。2019年，卡堡境内出生14人，死亡人口86人。
| 年份   | 1946  | 1954  | 1962  | 1968  | 1975  | 1982  | 1990  | 1999  | 2006  | 2007  | 2012  | 2017  | 2018  |
| ------ | ----- | ----- | ----- | ----- | ----- | ----- | ----- | ----- | ----- | ----- | ----- | ----- | ----- |
| 人口數 | 3,479 | 3,102 | 3,022 | 3,067 | 3,308 | 3,238 | 3,355 | 3,520 | 3,965 | 4,027 | 3,712 | 3,650 | 3,604 |

## 经济
截止2021年11月，卡堡共有各类用人单位（包含自雇）1,166家，平均历史为17年，其中99.31%为中小型企业（PME）。（汽车销售）、（酒店）及（预制板生产）是当地2020年营业额最高的三个企业，分别为11,601,613欧元、11,184,891欧元和8,499,871欧元。

## 财政与居民收入
2019年，卡堡的财政收入总额为14,509,500欧元，财政支出总额为12,048,900欧元，当年的债务总额为5,398,290欧元。2021年，卡堡共获得1,180,402欧元的国家财政补助，比上一年减少了1.95%。
2019年，卡堡的人均月收入总额为2,083欧元，其中高级职员为4,077欧元，低于法国平均水平（4,230欧元）；中级职员为2,309欧元，低于法国平均水平（2,411欧元）；普通职员为1,652欧元，亦低于法国平均水平（1,740欧元）。
2018年，卡堡境内的青壮年（15至64岁）失业率为19.8%，当地55.7%的家庭拥有纳税资格，平均纳税3,085欧元，低于法国平均水平（3,888欧元）。

## 社会事务

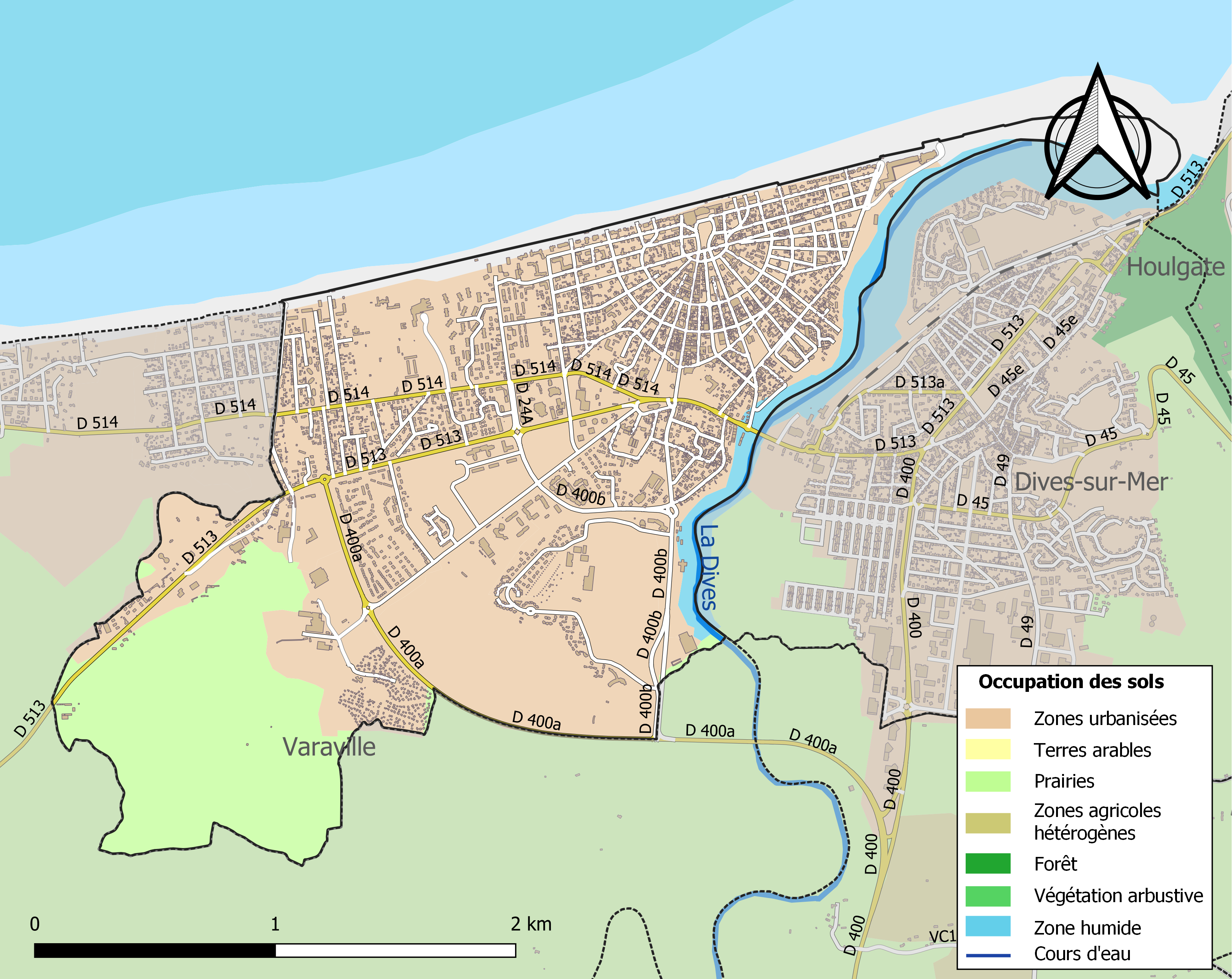
卡堡土地利用情况地图

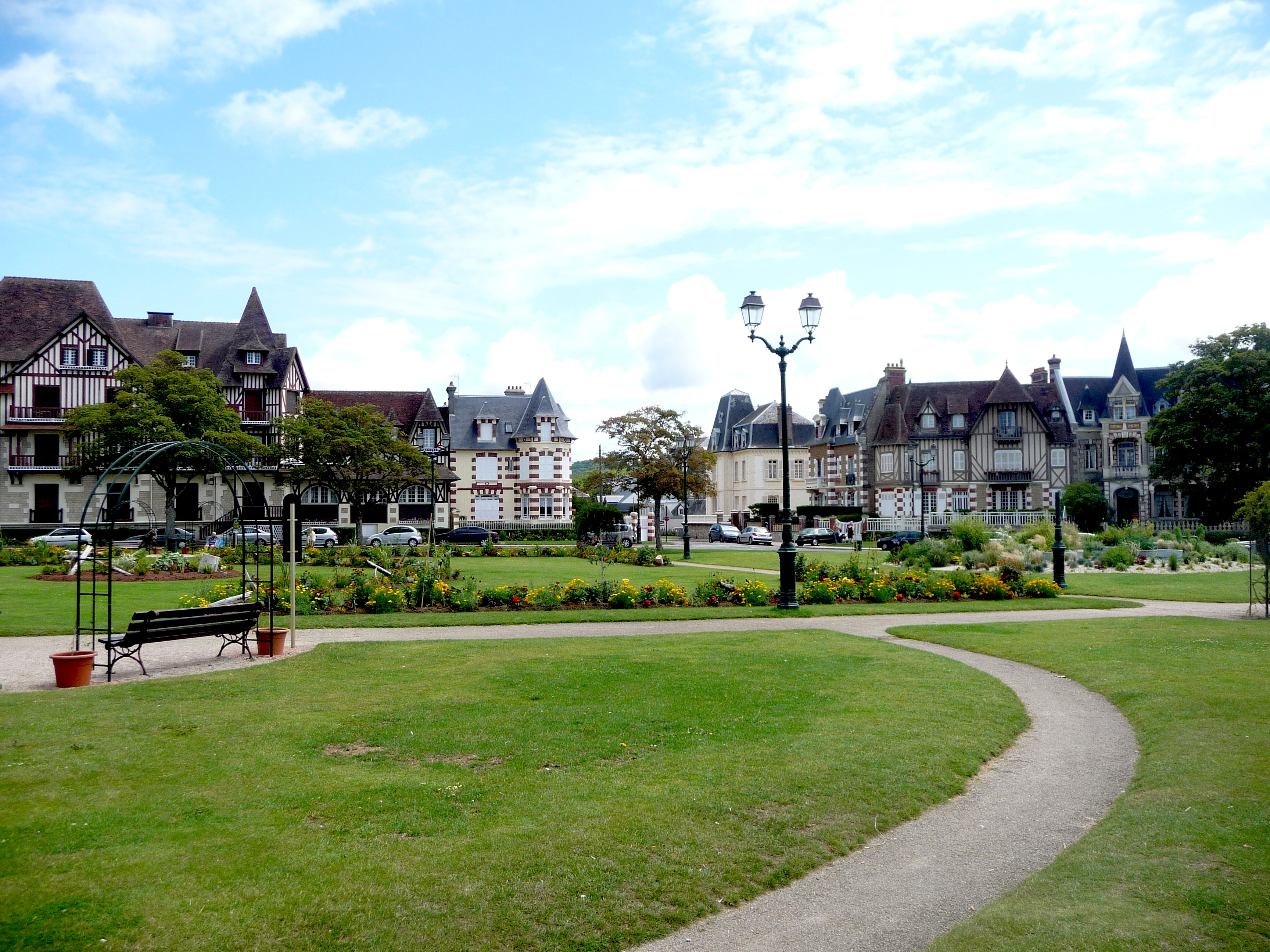
赌场花园

### 教育
卡堡属于诺曼底学区。截止2020年1月1日，卡堡境内共有2所小学和1所初级中学。2018至2019学年度，卡堡境内共有在校中等教育阶段学生193名。

### 医疗
截止2020年1月1日，卡堡境内共有全科医生1名、保健师8名、牙医3名和护士10名。境内共有药房2家、养老院1家。
距离卡堡最近的区域性医疗机构为卡昂大学中心医院，其主病区位于卡昂市区北部，设有床位1,516个，是当地规模最大的公立综合性医院，距离卡堡的正常车程在半小时以内。

### 住房
2018年，卡堡境内共有各类住房10,836套，其中25%为独立式居民区，74.8%为集中式居民区。常住房屋占卡堡市镇范围内居民建筑总量的18.4%。
在住房保障政策方面，2020年，卡堡境内共有314户家庭获得了住房经济补助，受益人数占总人口数量的8.7%，其中307份为房租补助。

### 商业
2019年，卡堡境内共有各类实体商铺252家，其中餐厅68家、大型超市1家、杂货店2家、面包房13家、肉铺6家、书店1家、银行门店5家、美容美发店10家、汽车维修店7家。市中心建有一家家乐福便民超市，滨海迪沃境内则有开放式商业街区。

### 体育
2020年，卡堡境内共有2家游泳池、1间体育馆、0座综合体育场、26处网球场、2处马术场、2处足球或橄榄球场、1处篮球或排球场以及1处高尔夫球场。
迪沃-卡堡体育联盟是当地的一支足球队，其注册地址位于滨海迪沃境内，该俱乐部成立于1929年，2021至2022赛季参加诺曼底大区足球联赛。

### 环境
卡堡的环境事务由其所属的公共社区负责。2019年，卡堡境内暂无污染企业。

### 治安
卡堡所在地是滨海迪沃宪兵总队的管辖范围。2020年，该宪兵总队辖区内共3个市镇累计发生各类案件849起，其中盗窃类案件392起，经济类案件154起，毒品交易类案件52起。

## 文化
2020年，卡堡境内有1家电影院。卡堡市政府提供多媒体中心，向公众全年开放。

### 建筑
卡堡境内有多处历史建筑，其中卡堡大酒店、卡堡赌场等为当地的地标性建筑物，也是法国国家文物保护单位。

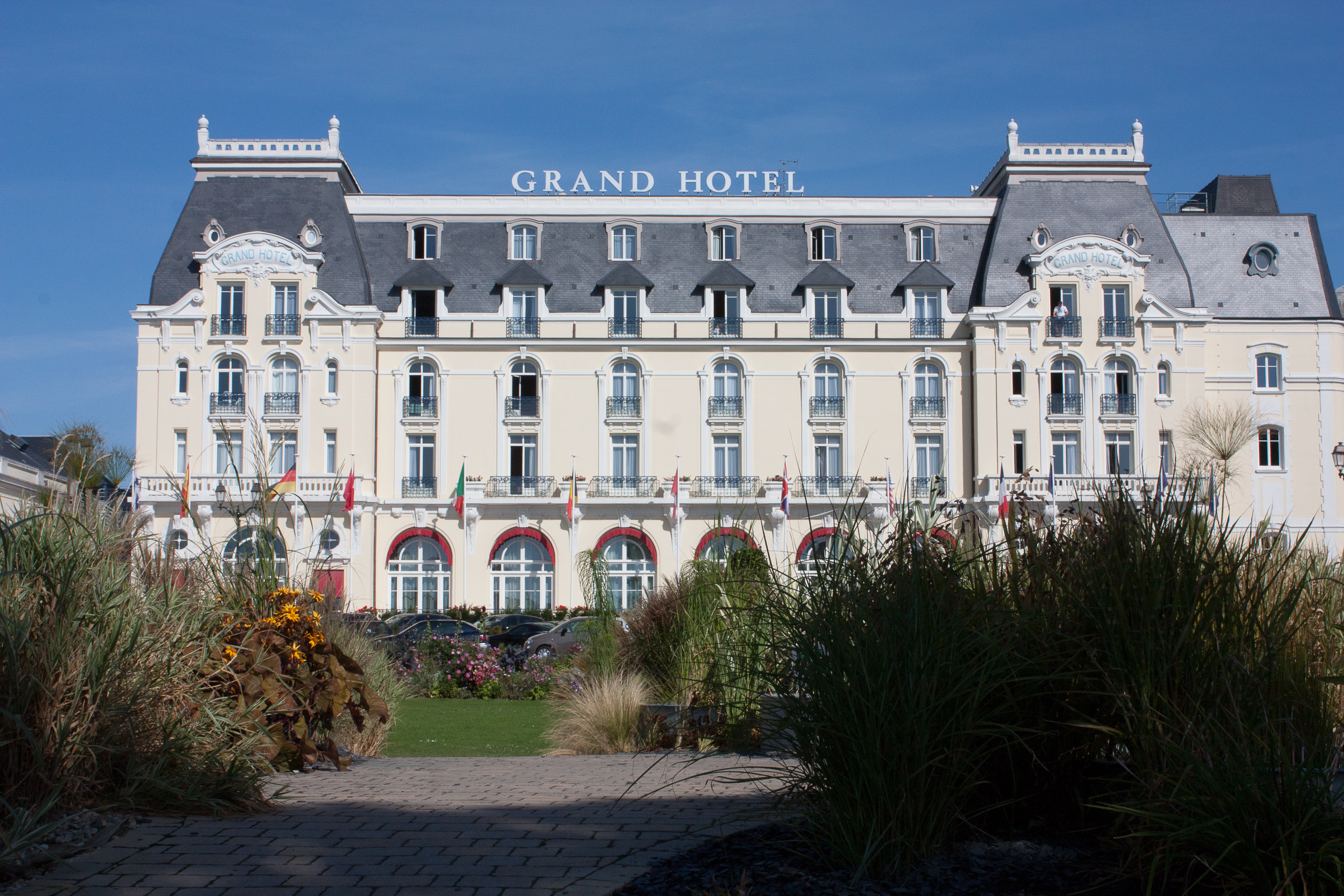
卡堡大酒店（法语：Grand Hôtel (Cabourg)）
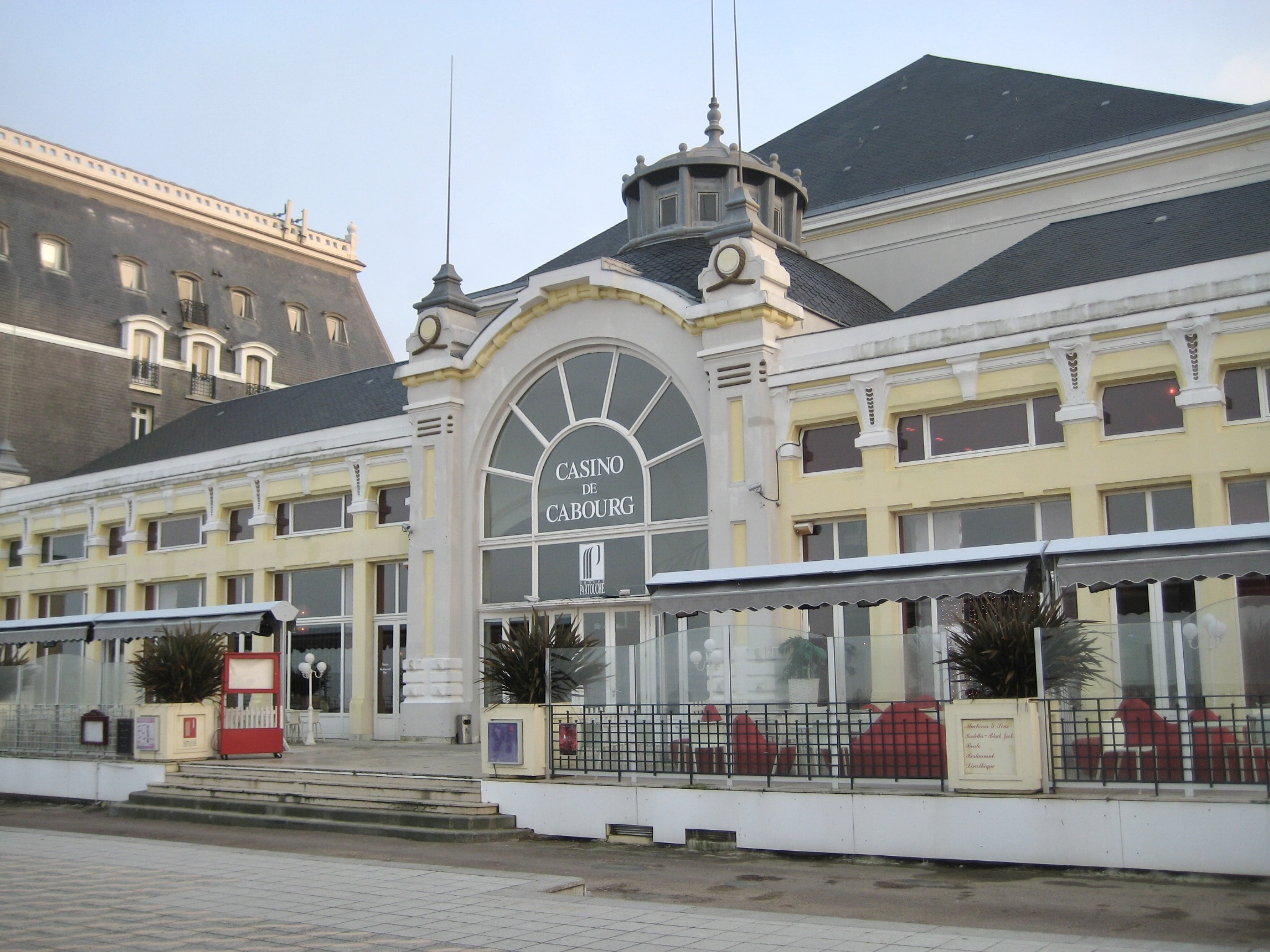
卡堡赌场（法语：Casino de Cabourg）
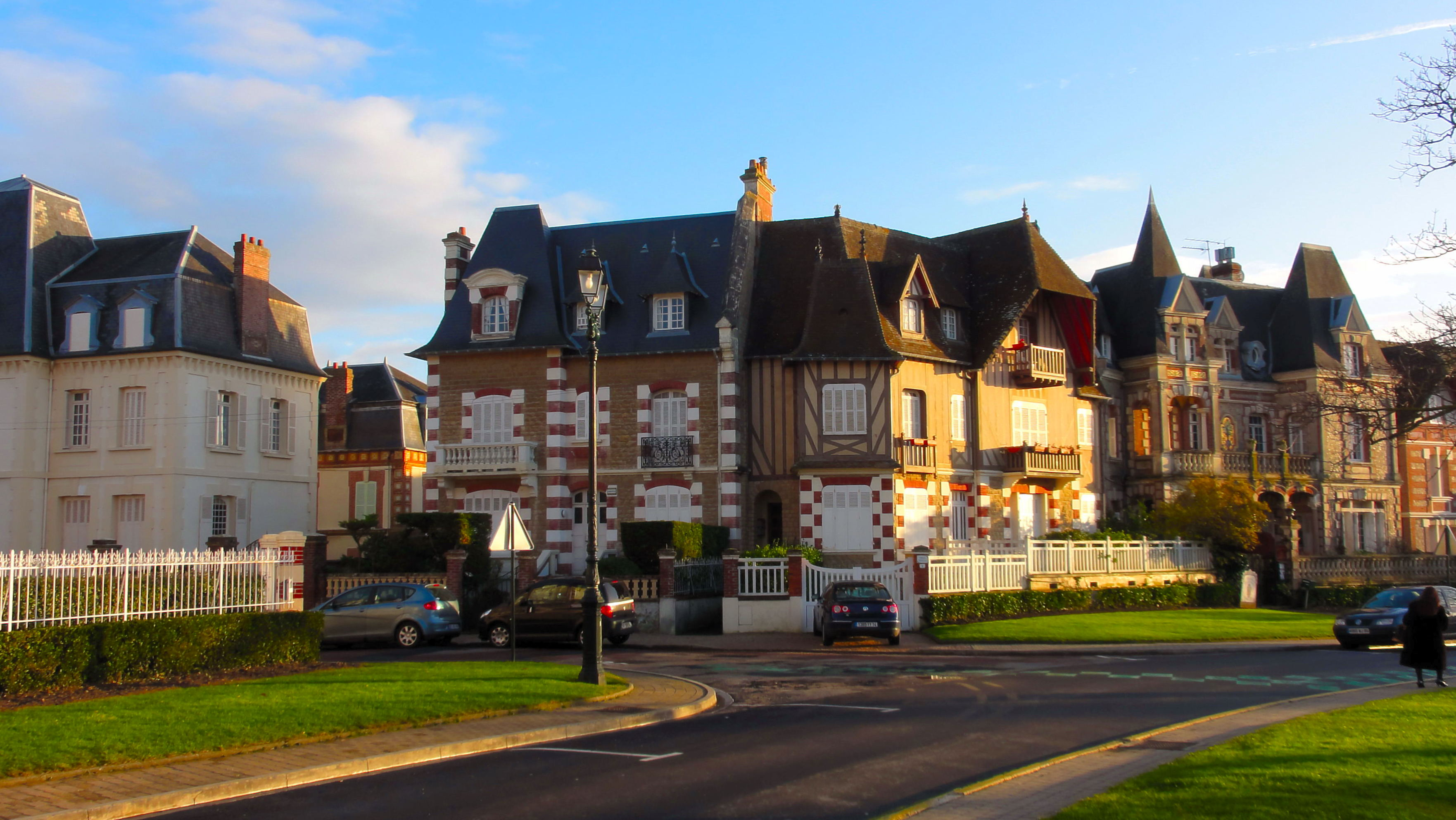
民居
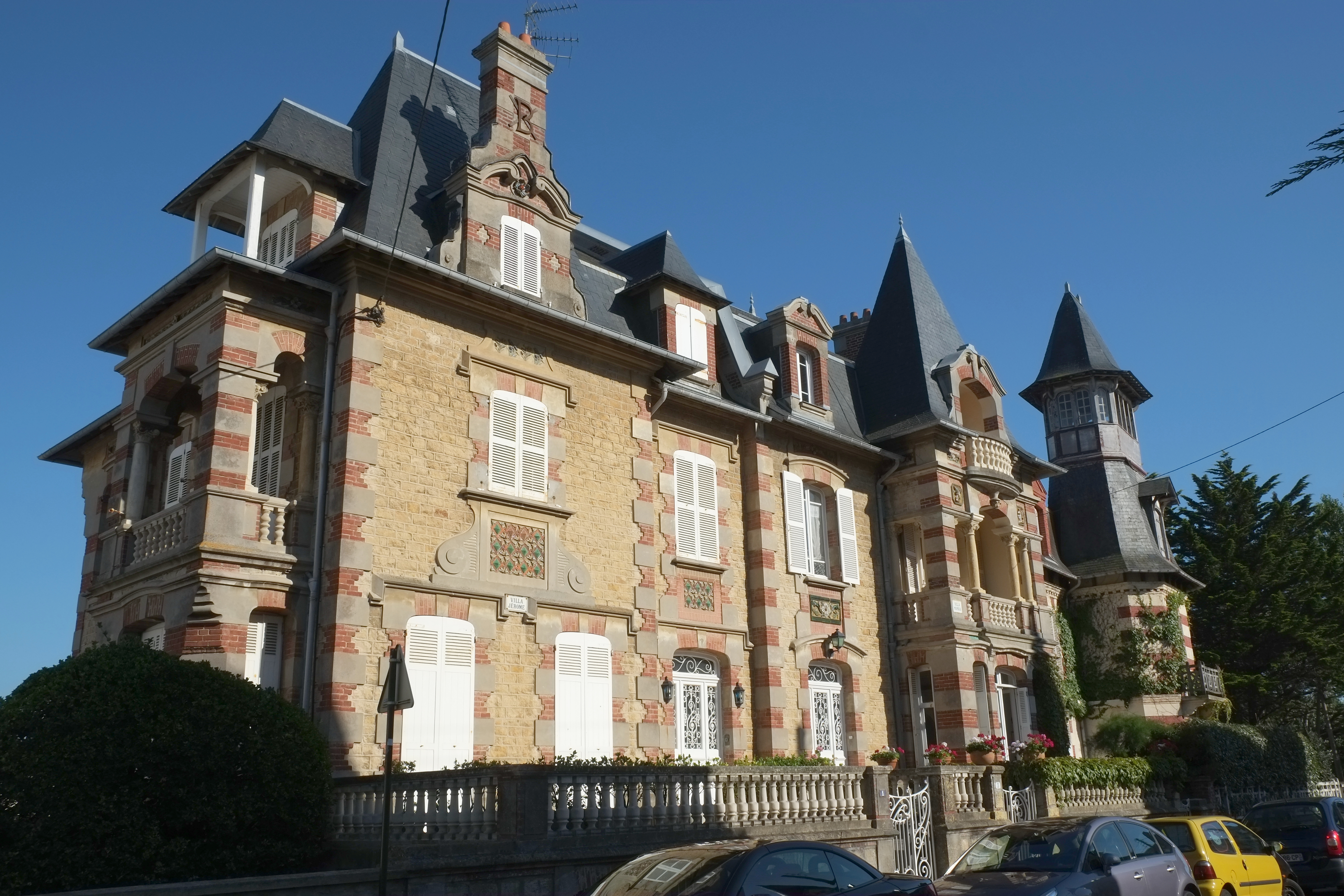
热罗姆楼
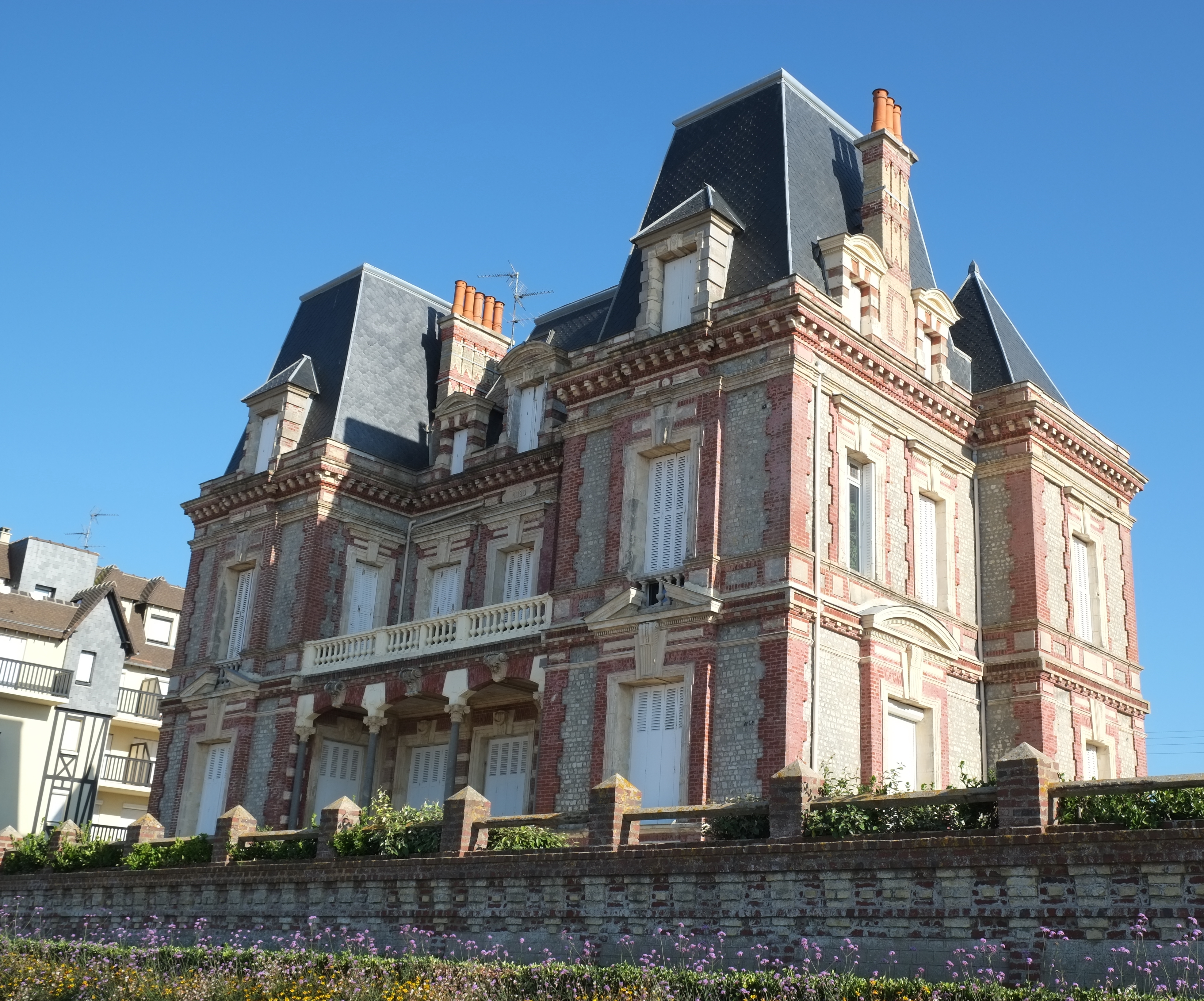
米耶楼
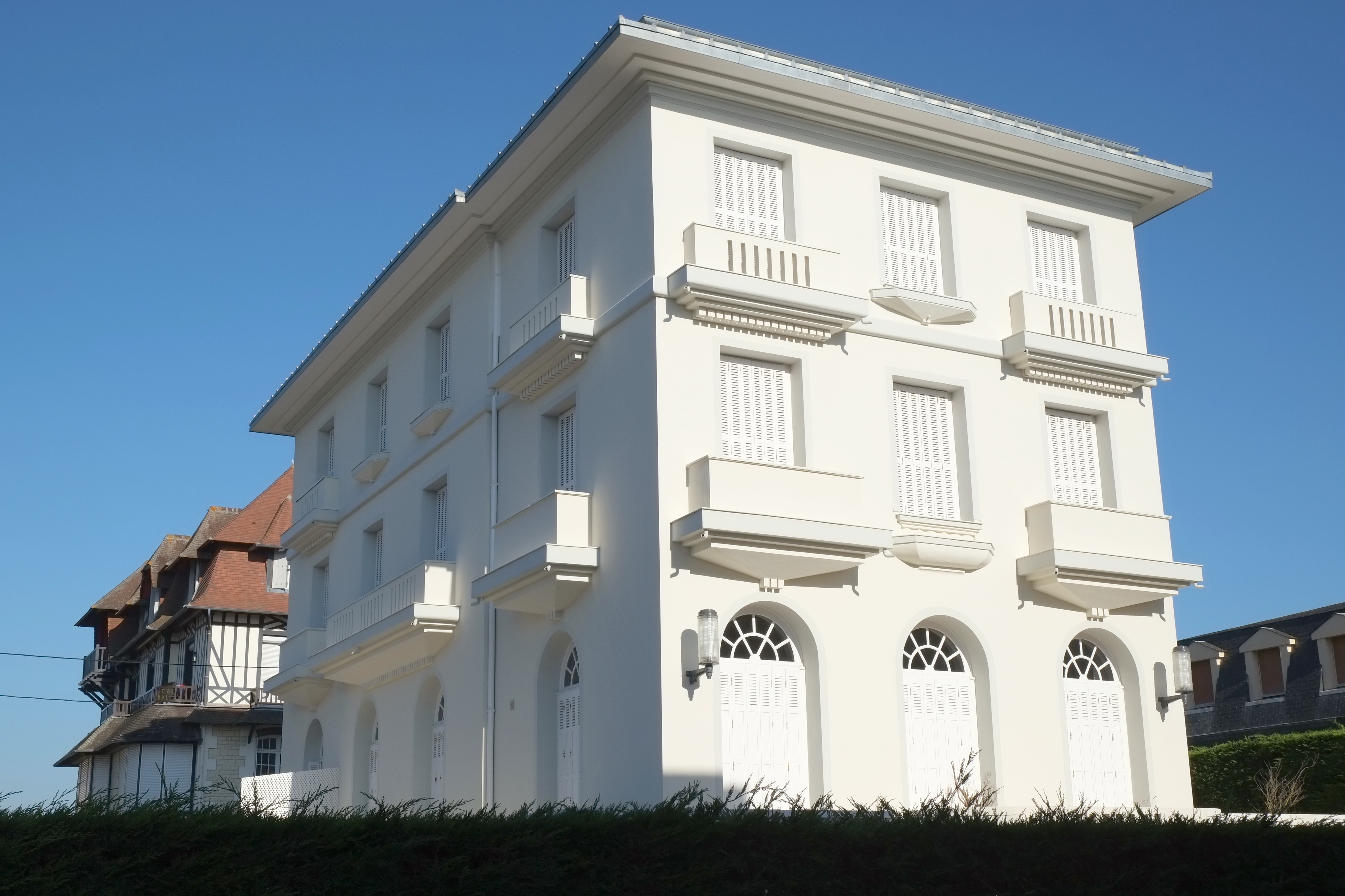
圣洛朗楼（德语：Villa Saint-Laurent）

### 旅游
卡堡的旅游事务由其所属的公共社区负责。2021年，卡堡境内共有10家酒店共计453间房间；另有4个露营地，可容纳共503辆露营车。

### 媒体
法国主要的媒体均可在卡堡接收，法国电视三台下属的诺曼底大区频道在部分时段播出卡堡所属区域的地方新闻。

## 电影节

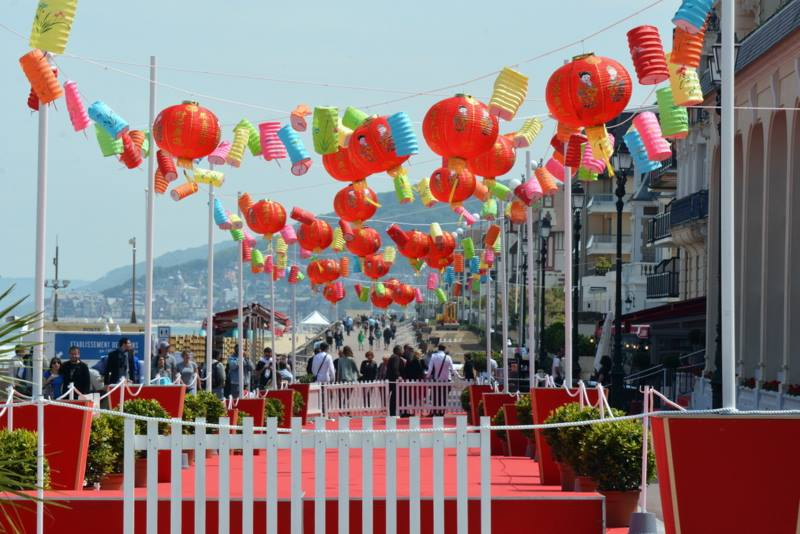
卡堡电影节（2014年）

卡堡电影节是当地的代表性文化项目，创办于1983年，每年六月举办。

## 友好城市
截至2021年11月，卡堡共与11座城市互为友好城市关系：
- 美国 大西洋城
- 德国 巴特洪堡
- 英国 索爾科姆
- 比利时 斯帕
- 奥地利 迈尔霍芬
- 瑞士 庫爾
- 盧森堡 蒙多夫莱班
- 義大利 泰拉奇纳
- 拉脫維亞 尤爾馬拉
- 加拿大 布罗蒙（法语：Bromont）
- 塞内加尔 烏蘇耶